# 片町 (新宿區)
片町（日语：／ Katamachi */?）是東京都新宿區的町名。住居表示已實施地區。人口358人（2013年8月1日）。郵遞區號160-0001。

## 地理
位於新宿區中東部。北鄰市谷仲之町及市谷本村町，東接坂町，南連荒木町，西通住吉町。
東西向的靖國通與南北向的外苑東通在町內的曙橋立體交差，此外還有以町內合羽坂下交差點為起點的津之守坂通通過。片町是位於交差點周圍、都營新宿線曙橋站東側的小町。巷道內以住宅為主，車站附近公寓林立。

## 歷史

### 沿革
- 1872年7月 - 市谷片町、武家地成立市谷片町。
- 1878年11月 - 郡區町村編制法施行，市谷片町屬牛込區。
- 1880年9月 - 編入四谷區，稱為四谷片町。
- 1911年5月 - 四谷片町改稱片町。
- 1947年3月 - 劃入新成立的新宿區。
- 2009年2月 - 實施住居表示。

## 地名由來
「片町」意為道路單側（片側）的町。

## 備註
1. ↑  『角川日本地名大辞典 13　東京都』、角川書店、1991年再版、P873
2. ↑  .   [2013-08-10]. （原始内容存档于2014-08-19）.

## 外部連結
- 新宿區役所 （页面存档备份，存于）